# Federico Wechsung
Federico Guillermo Wechsung (ur. 17 lipca 1975 w Monte Grande) – argentyński duchowny rzymskokatolicki, biskup pomocniczy archidiecezji La Platy od 2023.

## Życiorys

### Prezbiterat
Święcenia kapłańskie przyjął 25 marca 2006 roku i został prezbiterem diecezji Lomas de Zamora. Pracował przede wszystkim jako duszpasterz parafialny (m.in. w parafiach w Monte Grande i w Lomas de Zamora). Był też m.in. wykładowcą na uniwersytecie w Lomas de Zamora oraz przewodniczącym międzydiecezjalnego sądu biskupiego.

### Episkopat
25 lutego 2023 papież Franciszek mianował go biskupem pomocniczym La Platy ze stolicą tytularną Pederodiana. Sakry udzielił mu 15 kwietnia 2023 arcybiskup Victor Manuel Fernández.